# ジュピターサテライト放送
ジュピターサテライト放送株式会社（ジュピターサテライトほうそう）は、かつてスカパー!プレミアムサービス（標準画質）をプラットフォームとしていたジュピターテレコム（J:COM）系列の衛星一般放送事業者である。

## 略歴
住友商事とジュピタープログラミングネットワーク（JPC、住友商事およびTCIの合弁会社）により設立。のちJPCの100%子会社となる。
2007年7月、ジュピターTV（2006年1月、ジュピタープログラミングより社名変更）の会社分割により、新設されたジュピターTV（2007年9月、ジュピターテレコムと合併）とジュピターTVから社名変更したSCメディアコム（住友商事の子会社）が50%ずつ出資する形となった。
2009年11月、SCメディアコムはテレビショッピング部門をジュピターショップチャンネルに営業譲渡したことに伴い、当社の株式もジュピターショップチャンネルに譲渡した。
2014年5月31日をもって、スカパー!プレミアムサービス（標準画質）の放送を終了したが、ショップチャンネルのみ2015年3月31日をもって標準画質での放送を終了し、いずれもハイビジョン放送に完全移行した。
2018年7月19日、法人格消滅。

## 放送チャンネル
- J-SPORTS（1998年2月 - 2000年3月）
- ムービープラス
- 女性チャンネル♪LaLa TV
- ゴルフネットワーク
- ディスカバリーチャンネル
- アニマルプラネット
- ショップチャンネル